# Ерин, Евтихий Филиппович
Евти́хий Фили́ппович Е́рин (1878—1947) — деятель русской общины Литвы и политик, единственный русский депутат  Сейма Литовской Республики II созыва.

## Биография

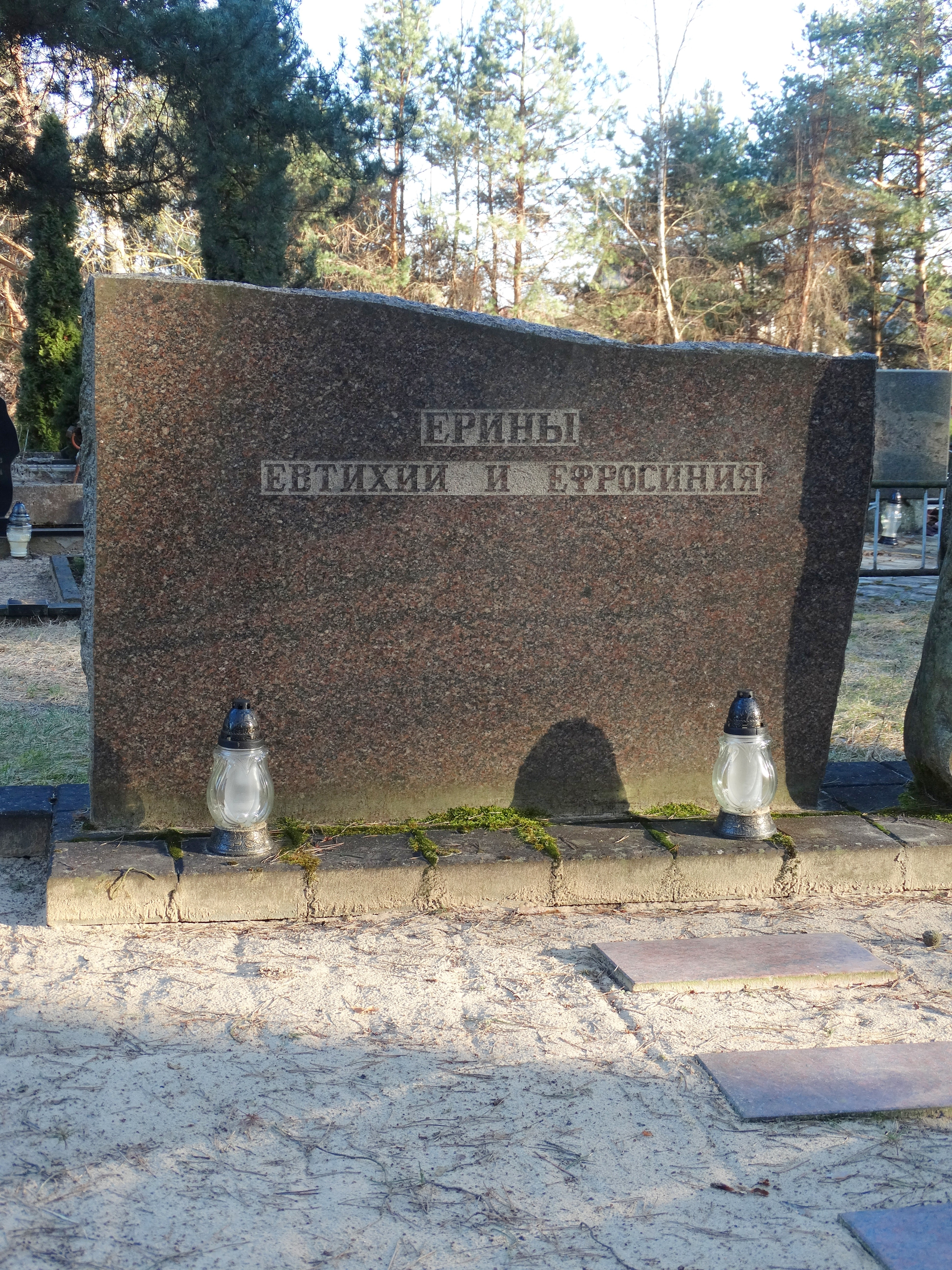
Могила Евтихия и Ефросинии Ериных

Родился в Российской империи. Старообрядец. Около 1904 года переехал на территорию современной Литвы. Занимался сельским хозяйством в деревне Гирайте (Ковенский уезд). В 1920-е годы, активно участвовал в политической, общественной и религиозной деятельности Старообрядческой Церкви в Литве. С 1923 по 1926 гг. был членом Сейма Литвы и некоторое время председателем «Демократического союза граждан Литвы русской национальности». В Сейме защищал интересы русского меньшинства, в частности по вопросам земельной собственности, положения православных и старообрядцев и школьного образования на родном языке. Участвовал в выборах в Сейм I и III созывов, но не собрал достаточное количество голосов.

## Семья
- Жена — Ефросиния.
- Дети:

- Наталия;
- Мария;
- Любовь;
- Зинаида;
- Михаил;
- Константин.